# Överklinten
Överklinten is een plaats in de gemeente Robertsfors in het landschap Västerbotten en de provincie Västerbottens län in Zweden. De plaats heeft 93 inwoners (2005) en een oppervlakte van 29 hectare. De plaats ligt in het dal van de rivier de Rickleån en de rivier zelf stroomt vlak langs de plaats.